# Djungelpatrullen
Djungelpatrullen är en paramilitär styrka i serien Fantomen. Den upprätthåller lag och ordning i Bengalis djungler.

## Bakgrund
Bengalis kustvatten har i århundraden varit en farlig plats, i mitten av 1600-talet härjade pirater längs kusten och städer som Sanloi och Spyglass var ökända piratnästen. År 1664 utmanade 6:e Fantomen en fruktad sjörövare med namn Rödskägg. Efter att besegrat hans tre kaptener Salla, Bart och Krossaren och därefter Rödskägg själv i en omtalad strid valde Fantomen att skona deras liv och istället med hjälp av dem skapa Djungelpatrullen. De fyra svor sin eviga lojalitet till Fantomen.
Djungelpatrullens motto är Stamus contra malo som är latin för Vi står mot ondskan.
År 1664 skapades även det Goda Märket som är Djungelpatrullens märke. Det är fyra korslagda sablar med spetsarna inåt. Även det märke Fantomen har på sin fingerring.

## Överbefälhavaren
Djungelpatrullens högste befälhavare har alltid varit Fantomen själv. Från början var det allmänt känt att Fantomen var Patrullens befälhavare men från och med 1831 (då den 14:e Fantomen mördades av en förrädare som var en agent för Singhpiraterna) har identiteten hållits hemlig. Inte ens patrullens överste har vetat vem han egentligen är. Överste Douglas Wilde var den siste som hade denna vetskap. Allt detta beror på att "den falske översten", Chandra Sykharn, som egentligen tillhörde Singhpiraterna lyckades nästla sig in i Patrullen som Överste och därefter mördade den 14:e Fantomen.
Kommunikationen mellan överbefälhavaren, det vill säga Fantomen, och översten i Djungelpatrullen skedde därefter normalt i meddelandeform. Breven läggs i ett kassaskåp som står i ett helt tomt rum i patrullens högkvarter. Om dörren till kassaskåpet öppnas så skickas en signal via en ledning till en hydda i djungelns utkant där en lampa tänds. Fantomen kan då hämta meddelandet genom att via en underjordisk gång från en utdömd brunn komma till ett utrymme rakt under rummet. Bottenplattan till skåpet sitter nämligen på en axel som är ledad i kassaskåpets sidor så att Fantomen lätt kan öppna det underifrån.
Bottenplattan går även att öppna uppifrån rummet, men då måste man känna till dess konstruktion och veta att det krävs att man trycker på plattas bortre del med ordentlig kraft.
Idag kommunicerar dock den nuvarande Fantomen ofta med Överste Worubu per telefon, gärna mitt i natten då den alltid lika yrvakne Översten svarar med nattmössan på svaj.

## Tjänstgöring
Att få tjänstgöra i patrullen är en väldigt eftertraktad uppgift. Varje år ansöker tusentals män och kvinnor till Patrullen. Det är dock ytterst krävande inträdesprov i styrka, kondition och intelligens och slutligen antas endast 10 patrullmän årligen. Diana, Fantomens fru, sökte själv in och klarade testerna och blev en av de första kvinnorna i Patrullen. Detta äventyr skedde när Fantomen och Diana var förlovade.

## Överstar
Följande kända överstar har funnits i Djungepatrullen: 
| Överste            | Förfader   | Kommentar                                     |
| ------------------ | ---------- | --------------------------------------------- |
| Rödskägg           | 6:e, 7:e   | Tillträdde 1664                               |
| Black Carver       | 8:e, 9:e   | F.d. pirat                                    |
| Boismann           | 12:e       | Han var endast kapten 1770                    |
| Ben Oakes          | 12:e, 13:e | ?                                             |
| Quarterman         | 14:e       | Överste 1811                                  |
| Cardingham         | 14:e       | Mördad i "jaktolycka" 1831                    |
| Chandra Sykharn    | 14:e, 15:e | "Den falske översten"                         |
| Douglas Wild       | 15:e       | Siste översten som kände till Fantomen som ÖB |
| Balfour            | 19:e       | Tillträdde 1902                               |
| Markham            | 19:e, 20:e | (slutet på 1920-talet & 1930-talet)           |
| Smythe             | 20:e       | ?                                             |
| John William Weeks | 20:e, 21:e | Överste fram till slutet av 60-talet          |
| Jonathan Worubu    | 21:e       | Nuvarande överste                             |